# 鸡毛蒜皮没小事
《鸡毛蒜皮没小事》是王宏橋执导的电视剧，2008年出品，共2季，该作主要讲述的是住在老城区里的一些人发生的故事。

## 剧情简介
有个老城局里的几户人家，因为一些原因发生了很多奇怪的事情。

## 演员表
- 郭德纲
- 彭玉
- 冯静
- 姜超
- 陈晨
- 汪芫
- 胡珂瑜
- 马捷
- 于謙
- 蔡明

## 相關連結
- 豆瓣电影上《鸡毛蒜皮没小事》的資料 （简体中文）
- 观看地址 （页面存档备份，存于）